# Fernando Pinto Coelho Bello
Fernando Pinto Coelho de Almeida Bello  (ur. 1 września 1924 w Lourenço Marques, zm. 8 listopada 1995 w Cascais) – portugalski żeglarz sportowy. Srebrny medalista olimpijski z Londynu.
Brał udział w czterech igrzyskach (IO 48, IO 52, IO 60, IO 64). W 1948 był drugi w klasie Swallow. Płynął wówczas wspólnie z bratem Duarte. Z kolei w klasie Star był medalistą mistrzostw świata (srebro w 1962, brąz w 1952).